# The Light the Dead See
| Совокупная оценка    | Совокупная оценка |
| Источник             | Оценка            |
| -------------------- | ----------------- |
| Metacritic           | 73/100            |
| Оценки критиков      |                   |
| Источник             | Оценка            |
| AllMusic             | [ 2 ]             |
| Consequence of Sound | [ 3 ]             |
| The Guardian         | [ 4 ]             |
| NME                  | [ 5 ]             |
| Spin                 | [ 6 ]             |
| Sputnikmusic         | [ 7 ]             |

The Light the Dead See (в переводе с англ. — «Свет, который видят мёртвые») — четвёртый студийный альбом британского электронного дуэта Soulsavers. В Британии выпущен лейблом V2 Records 21 мая 2012 года, в США — Mute US днём позже, 22 мая. Название альбома позаимствовано у стихотворения Фрэнка Стэнфорда 1991 года. Диск является результатом совместного сотрудничества Soulsavers и Дэйва Гаана, фронтмена Depeche Mode. Гаан выступил в роли вокалиста, а также написал тексты к песням в альбоме.

## Об альбоме
21 мая 2012 года альбом стал доступен для приобретения на CD носителях, а также через интернет. Выпуск в формате LP был отложен в связи с возникшими проблемами в производстве виниловых пластинок.
Первый сингл с альбома, «Longest Day», стал доступен для скачивания 2 апреля 2012 года. 20 апреля сингл вышел ограниченным изданием (всего в 300 копий) на 7-дюймовом виниле.
Второй сингл «Take Me Back Home» стал доступным для цифровой загрузки 20 августа 2012 года. 12 июля был выпущен клип, авторами которого стали High 5 Collective.
Первоначально Soulsavers не планировали отправляться в тур в поддержку альбома, так как в марте Дэйв Гаан собирался начать работу над следующим альбомом Depeche Mode. Однако, 21 июля группа дала закрытое выступление в студии Capitol Records в Лос-Анджелесе. Видео этого выступления стало доступно в декабре 2012 года.

## Список композиций
Все тексты написаны Дэвидом Гааном, вся музыка написана Ричем Мачином и Яном Гловером (Soulsavers).
| №                   | Название                             | Длительность |
| ------------------- | ------------------------------------ | ------------ |
| 1.                  | «La Ribera» (Инструментальная)       | 1:51         |
| 2.                  | «In the Morning»                     | 3:33         |
| 3.                  | «Longest Day»                        | 4:14         |
| 4.                  | «Presence of God»                    | 3:45         |
| 5.                  | «Just Try»                           | 4:03         |
| 6.                  | «Gone Too Far»                       | 3:12         |
| 7.                  | «Point Sur Pt. 1» (Инструментальная) | 1:41         |
| 8.                  | «Take Me Back Home»                  | 4:06         |
| 9.                  | «Bitterman»                          | 4:51         |
| 10.                 | «I Can't Stay»                       | 5:02         |
| 11.                 | «Take»                               | 3:45         |
| 12.                 | «Tonight»                            | 5:08         |
| Общая длительность: | Общая длительность:                  | 44:01        |

## Чарты
| Чарт               | Место |
| ------------------ | ----- |
| Австрия            | 49    |
| Бельгия (Фландрия) | 35    |
| Бельгия (Валлония) | 37    |
| Германия           | 12    |
| Швеция             | 30    |
| Великобритания     | 69    |
| США                | 28 1  |

Примечание
- 1 — позиция в Top Heatseekers Albums

## Участники записи
- Soulsavers — все инструменты
- Дэйв Гаан — вокал, гармоника
- Geoff Peche — мастеринг
- Stewart — обложка и шрифты
- Rob Crane Design — дизайн
- Danton Supple, Soulsavers — сведение
- Курт Инала — запись вокала